# Learning Perl
Learning Perl, anche noto come il llama book (libro del lama) per via dell'illustrazione in copertina, è un libro sul linguaggio di programmazione Perl edito da O'Reilly Media. La prima edizione (1993) fu interamente curata da Randal L. Schwartz e riguarda Perl 4, mentre le edizioni successive trattano invece Perl 5. La seconda edizione (1997) ha come coautore Tom Christiansen e la terza (2001) Tom Phoenix. Le edizioni quarta (2005), quinta (2008), sesta (2011) e settima (2016) sono state scritte da Schwartz, Phoenix e brian d foy (sic). Stando a quanto riportato dagli autori, le prime quattro edizioni hanno venduto oltre mezzo milione di copie. Il libro ha ricevuto un'accoglienza positiva ed è uno tra i tutorial più usati dai programmatori che si avvicinano al linguaggio.
A differenza di altri libri come Programming Perl, il testo è destinato a programmatori che ancora non conoscono il linguaggio. I programmi di esempio sono disponibili sul sito dell'editore e usano nomi ispirati a The Flintstones per le variabili metasintattiche, come Fred e Barney, invece degli usuali foo e bar.
Schwartz ha realizzato degli spin-off del libro che proseguono la trattazione di contenuti più avanzati, il primo dei quali Learning Perl Objects, References & Modules (2003) e reintitolato nel 2005 Intermediate Perl, a cura di Schwartz e brian d foy. Un terzo libro, Mastering Perl, è stato pubblicato nel luglio 2007 ed aggiornato alla seconda edizione nel 2014.